# Culicoides impunctatus
Culicoides impunctatus (tiếng Scots: Midgie) (Gaelic: Meanbh-chuileag) là một loài côn trùng bay, tìm thấy ở các vùng đầm lầy ở tây bắc Scotland từ cuối mùa xuân đến cuối mùa hè. Các loài này cũng được tìm thấy ở môi trường sống phù hợp khắp Vương quốc Anh, Scandinavia, và các vùng khác ở châu Âu, Nga và Bắc Trung Hoa. Chúng bay thành đàn và cắn con người, và là loài bay nhỏ nhất ở Scotland cắn người dù phần lớn máu chúng hút từ súc vật nuôi, cừu và hươu. They are generally regarded as pests.